# Gespensterfische
Die Gespensterfische (Opisthoproctidae, von griech. οπισθή opisthe ‚hinter‘ und πρωκτός prōktos ‚Anus‘), auch Hochgucker genannt, sind eine aus 20 Arten bestehende Familie von weltweit lebenden Tiefseefischen.

## Merkmale
Gespensterfische besitzen einen gedrungenen und seitlich abgeflachten oder langgestreckten, fast zylindrischen Körper und erreichen Standardlängen von 6 bis 50 cm. Bathylychnops exilis ist mit einer maximalen Länge von 50 Zentimetern die größte Art. Seine Verwandten bleiben mit unter 20 Zentimetern deutlich kleiner. Die Gattungen Opisthoproctus und Macropinna haben eher hohe Körper, während Rhynchohyalus, Winteria, Dolichopteryx und Bathylychnops eher schlank gebaut sind. Der Farbton der Körper ist meist ein dunkles Braun, die Kopfoberseite ist oft transparent. Das zahnlose, endständige Maul ist im Gegensatz zu anderen Tiefseefischen nur klein und bei den meisten Arten zugespitzt. Die Prämaxillare ist reduziert oder fehlt. Die Maxillare ist zahnlos, das Pflugscharbein ist bezahnt, auf dem Gaumenbein und auf der Dentale können Zähne vorhanden sein oder fehlen. Die Schuppen sind groß, cycloid und fallen leicht ab. Alle Arten, bis auf die der Gattung Dolichopteryx, deren Bauchflossen flügelartig verlängert sind und die halbe Körperlänge erreichen, haben nur kleine Flossen. Alle Flossen sind ohne Stachelstrahlen. Die Brustflossen setzen tief an den Körperseiten an und haben 9 bis 20 Flossenstrahlen. Die Rückenflosse befindet sich in der hinteren Körperhälfte und wird von 8 bis 16 Flossenstrahlen gestützt, die Afterflosse liegt noch dahinter und hat 8 bis 14 Flossenstrahlen. Die schmalen Bauchflossen sind oft verlängert. Sie liegen unter oder nur wenig vor der Rückenflosse und haben 7 bis 12 Flossenstrahlen. Die Seitenlinie ist unterbrochen, erstreckt sich entlang der Flankenmitte und reicht nicht bis auf die Schwanzflosse. Einige Gespensterfische besitzen eine Fettflosse und Leuchtorgane, andere nicht. Die Schwimmblase fehlt den meisten. Die Anzahl der Branchiostegalstrahlen liegt bei zwei bis vier, die der Wirbel bei 31 bis 84. Hinter dem vierten Kiemenbogen haben die Opisthoproctidae, wie viele andere Arten der Argentiniformes, ein kleines, beutelähnliches Organ, das mit der planktonischen Ernährung der Fische in Verbindung gebracht wird.
Gespensterfische fallen durch ihre röhrenförmigen, aufwärts gerichteten Augen auf. Der Abstand zwischen den Augen ist klein. Durch eine große Linse und eine Netzhaut mit außergewöhnlich hoher Anzahl von Stäbchen und einer hohen Dichte des roten Sehfarbstoffs Rhodopsin sind sie an das Leben in der Tiefsee angepasst. Es gibt keine Zapfen. Bei Winteria sind die Augen eher nach vorn gerichtet. Macropinna microstoma hat unter einer transparenten Hülle, die den oberen Teil des Kopfes einnimmt, bewegliche Augen, so dass er auch nach vorn schauen kann.
Die Gattungen Dolichopteryx, Opisthoproctus, und Winteria verfügen über Leuchtorgane, in denen das biolumineszente Bakterium Photobacterium phosphoreum (Familie Vibrionaceae) für ein schwaches Licht sorgt. Die Leuchtorgane von Dolichopteryx und Opisthoproctus können der Tarnung dienen. Die Fische werden von diffusem Licht umhüllt, so dass sie von unten gesehen in dem von oben kommenden Licht nicht gesehen werden.

## Lebensraum
Gespensterfische bewohnen, vermutlich als Einzelgänger, die mittleren Tiefen von 400 bis 2500 Metern. Sie machen nicht, wie andere in größeren Tiefen lebende Tiere, die tägliche Vertikalwanderung mit, sondern bleiben immer in der Dunkelzone. Ihre angepassten Augen ermöglichen es ihnen, auch hier ihre aus Zooplankton bestehende Beute aufzuspüren. Die Verbreitung der Arten stimmt mit Isothermen der Ozeane überein, so wird der Lebensraum von Opisthoproctus soleatus von der 400-Meter-Isotherme für 8 °C begrenzt.

## Fortpflanzung
Hochgucker laichen pelagisch, ihre Eier und Larven treiben mit den Meeresströmungen auch in weniger tiefen Regionen des Meeres. Nach der Metamorphose zur Adultform ziehen sie wieder ins tiefere Wasser. Die Arten der Gattung Dolichopteryx durchlaufen keine Metamorphose und behalten larvale Eigenschaften auch im Erwachsenenalter (Neotenie).

## Gattungen und Arten
Es gibt 23 Arten in zehn Gattungen:
- Bathylychnops

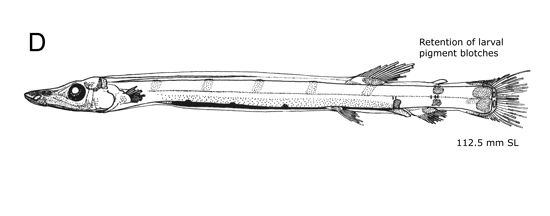
Bathylychnops exilis

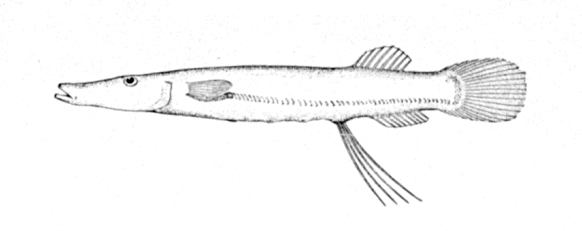
Dolichopteryx longipes

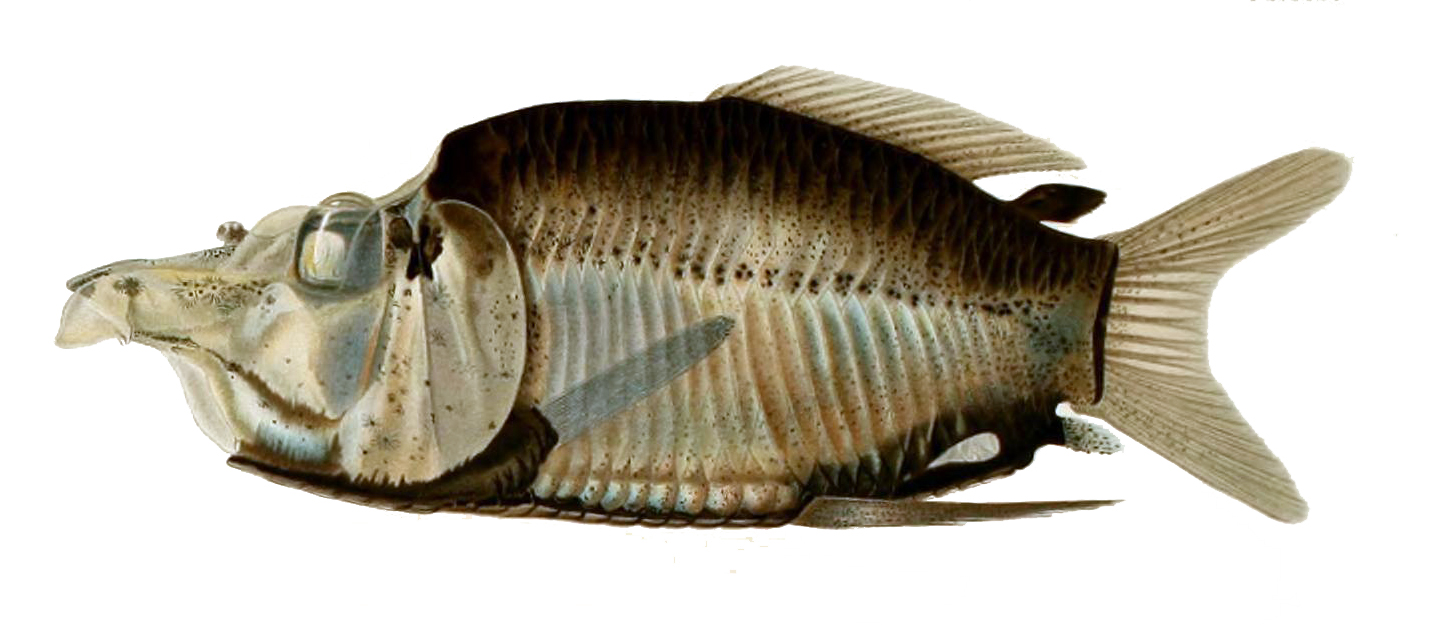
Monacoa grimaldii

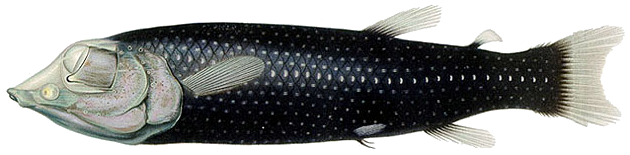
Winteria telescopa

  - Bathylychnops brachyrhynchus (Parr, 1937).
  - Bathylychnops chilensis Parin, Belyanina & Evseenko, 2009.
  - Bathylychnops exilis Cohen, 1958.
- Dolichopteroides
  - Dolichopteroides binocularis (Beebe 1932).
- Dolichopteryx
  - Dolichopteryx anascopa Brauer, 1901.
  - Dolichopteryx andriashevi Parin, Belyanina & Evseenko, 2009.
  - Dolichopteryx longipes (Vaillant, 1888).
  - Dolichopteryx minuscula Fukui & Kitagawa, 2006.
  - Dolichopteryx nigripes Prokofiev, 2020.[2]
  - Dolichopteryx parini Kobyliansky & Fedorov, 2001.
  - Dolichopteryx pseudolongipes Fukui, Kitagawa & Parin, 2008.
  - Dolichopteryx rostrata Fukui & Kitagawa, 2006.
  - Dolichopteryx trunovi Parin, 2005.
- Duolentops Prokofiev, 2020.[2]
  - Duolentops minuscula Prokofiev, 2020.
- Ioichthys
  - Ioichthys kashkini Parin 2004.
- Macropinna
  - Macropinna microstoma Chapman, 1939.
- Monacoa[3]
  - Monacoa grimaldii (Zugmayer, 1911).
  - Monacoa griseus Poulsen et al., 2016.
  - Monacoa niger Poulsen et al., 2016.
- Opisthoproctus
  - Opisthoproctus soleatus Vaillant, 1888.
- Rhynchohyalus
  - Rhynchohyalus natalensis (Gilchrist & von Bonde, 1924).
  - Rhynchohyalus parbevs Prokofiev & Kukuev, 2020 .
- Winteria
  - Winteria telescopa Brauer, 1901.